# كيث جونز
كيث جونز (بالإنجليزية: Keith Jones)‏ (و. 1968 – م) هو لاعب هوكي الجليد، وصحفي، من كندا، ولد في برانتفورد، أونتاريو.

## روابط خارجية
- كيث جونز على موقع دوري الهوكي الوطني (الإنجليزية)
- كيث جونز على موقع قاعة مشاهير الهوكي (لاعب أن.إتش.أل) (الإنجليزية)
- كيث جونز على موقع EliteProspects.com (الإنجليزية)
- كيث جونز على موقع HockeyDB.com (الإنجليزية)
- كيث جونز على موقع Hockey-Reference.com (الإنجليزية)